# Медный (Екатеринбург)
Ме́дный — посёлок в составе муниципального образования «город Екатеринбург» в Свердловской области, подчинён Верх-Исетскому району Екатеринбурга. Площадь поселка составляет 1,593 кв.км.

## География
Посёлок расположен в юго-западной части Екатеринбурга. Через посёлок течёт небольшая речка Медная (приток Патрушихи), образуя по руслу несколько небольших прудов и озёр-стариц. Рядом с посёлком располагается болото Медное площадью 5,5 км², здесь находится исток речки Патрушихи, притока Исети. Расстояние до центра города (напрямую) — 16 км, до ближайшей железнодорожной станции Екатеринбург-Пассажирский — 22 км. Посёлок делится на две части, удалённые друг от друга: старый посёлок (собственно Медный), коттеджный посёлок Медный-2 и кордон Известковый, в окрестностях располагается множество коллективных садов.

## История
Месторождения медной руды открыты в границах посёлка в 1703 году. Тогда же были построены первые шахты и карьеры на отвалах, на которых сейчас можно собрать интересную коллекцию минералов и горных пород месторождения. Среди минералов есть: магнетит — руда на железо, габбро, халькопирит, малахит, азурит — медная руда, кварц, кальцит, эпидот, гессонит, андрадит, пирит. В 5 км на юго-юго-запад от медного рудника находится заброшенный Шиловский железный рудник, месторождения которого разрабатывали в XIX — начале XX века. Медная и железная руда с Шиловского рудника использовалась на Уктусском заводе.
В советское время посёлок входил в состав Широкореченского поселкового совета. До начала 1980-х годов в районе посёлка Медного и на нескольких участках на Широкой Речки велись торфоразработки. Этим занималось Широкореченское торфопредприятие. В 1927 году на Большом Конном полуострове была запущена электростанция, которая работала на торфе. Центром разработки торфа стала территория возле старого Шиловского медного рудника, где сих пор сохранились бараки сезонных рабочих. Торф возили до Широкой Речки (там находился брикетный завод, где торф прессовали в брикеты) по узкоколейной железной дороге. По той же узкоколейке добирались до Широкой Речки и жители Медного, в Широкой Речке они пересаживались на автобус 9 маршрута, ходивший в центр Свердловска до площади Коммунаров. Автобус запустили только в середине 1980-х годов, до этого узкоколейка была единственным способом добраться до посёлка. Примерно в 1983 году добыча торфа в районе Медного прекратилась и узкоколейка перестала действовать. Для пассажиров её заменил городской автобусный маршрут № 185, доставлявший жителей посёлка почти до Центра Свердловска — до Техникума связи. В начале 1990-х узкоколейка была разобрана. На торфяном болоте с того времени остались дренажные канавы, небольшие озерки и дамбы. Часть торфяника сейчас занимают коллективные сады. Сейчас о торфоразработках напоминает памятный камень на въезде в посёлок справа от дороги, который поставили тут в честь 40-летия начала добычи торфа в 1980 году по информации краеведа Бориса Майданика и своеобразные названия улиц посёлка.

## Шиловский медный рудник
На окраине Екатеринбурга, в окрестности посёлка Медный, при въезде в посёлок расположен старинный медный рудник, благодаря которому посёлок получил своё название. В прошлом данное месторождение было одним из основных источников медной руды для Уктусского завода, кроме того её поставляли на Екатеринбургский монетный двор. Шиловский рудник получил название по фамилии первооткрывателя, находился в 18 верстах к западу от Уктусского завода. По данным авторов книги «Уктус, Уктусский завод и его окрестности в XVII—XVIII вв.» рудник был открыт в 1703 году арамильцем Иваном Шиловым за 20 лет до появления Екатеринбурга. В октябре 1723 года Вильгельм де Геннин в своём доношении сообщил императору Петру I об успехах медного дела на Уктусе, что на Уктусских заводах из шиловской руды выплавлено чистой меди 264 пуда.
Однако Шиловский медный рудник проработал лишь до 1724 года, затем его закрыли из-за сильного притока воды и отсутствия данных о залегании рудных тел. По данным сайта «Рудники Урала» с 1732 по 1905 год медное месторождение периодически отрабатывалось, с перерывами от 2 до 30 лет. Содержание меди достигало 60 %, но постепенно богатые участки выработали, и оно упало до 2 %. В 1941 году рудник был окончательно закрыт. Позже часть отвалов использовали для отсыпки дороги в сторону Широкой Речки.
В наши дни бывшее медное месторождение — интересная туристическая достопримечательность. Карьер находится в живописной местности, представляет собой отвесные стенки длиной 35 м, шириной 15 м и глубиной до 10 м. В карьере есть красивая сквозная арка (своеобразный каменный мост) и небольшие штреки: нижний штрек имеет длину 5-7 м, далее завален породой; верхний труднодоступен, расположен на отвесной скальной стене, далее, через несколько метров тоже завален. Поблизости есть ещё один небольшой полузасыпанный проход. Также в лесу встречаются шахты и отвесные ямы, в которые можно провалиться. Ранее глубина этих шахт достигала 30-60 м. После инцидента в начале 1990-х годов, когда в одну из них провалились два школьника и сильно травмировались, вертикальные шахты в лесу были засыпаны. Теперь их максимальная глубина до 7 м, но они всё равно представляют опасность. В то же время засыпали и шахтный ствол на центральном карьере (ранее его длина была более 200 м). Карьер привлекает много геологов-любителей, которые оставляют здесь множество ям. По данным сайта webmineral.ru, здесь встречаются следующие минералы: кальцит, кварц, эпидот, малахит, азурит, халькопирит, пирит, магнетит, андрадит, гессонит, роговая обманка, плагиоклаз и даже золото. Стенки карьера местами покрыты медной зеленью. Месторождение образовалось на контакте габбро и мраморизованных известняков.
Об этих местах и сделанных тут археологических находках писал Н. А. Рыжников в своём труде «Археологические памятники окрестностей Екатеринбурга»:
«Урочище „Медная гора“, очень большой остров, находится на Патрушихинском болоте, в 13 верстах к западу от Екатеринбурга, и верстах в 3-х от завода Силикат — к югу. До 1890-х годов здесь существовал медный рудник, основанный на „чудских камнях“, разрабатываемый в последнее время промышленником В. С. Соболевым. Стоянки „чудаков“ на медной горе были найдены Соболевым в 1887 году и им же раскопаны. Найденные вещи доисторической эпохи проданы купцу М. М. Ошуркову (каменные орудия) и „Шведам“ (медные вещи). (Сообщение Гр. В. Кокорина). Летом 1924 года мне пришлось побывать на медной горе, и на южном склоне её, где были рудничные постройки, и на западном, около ключа у дороги с завода „Силикат“, я нашел мелкие черепки и осколки кремней — остатки доисторической культуры».

## Демография
По переписи 2010 года постоянное население посёлка — 352 человека (149 мужчин и 203 женщины). 
| 2002 | 2009 | 2010 | 2021 |
| ---- | ---- | ---- | ---- |
| 475  | ↗540 | ↘352 | ↗719 |